# Opisa odontochela
Opisa odontochela is een vlokreeftensoort uit de familie van de Opisidae. De wetenschappelijke naam van de soort is voor het eerst geldig gepubliceerd in 1987 door Bousfield.